# 会期別法律集
会期別法律集（かいきべつほうりつしゅう）とは、アメリカ合衆国議会のある会期中に制定した法律を集めたもので、会期終了後に製本され出版されることが多い。合衆国議会は会期ごとに2年間開催されるため、合衆国法律全集は会期別法律集の一例であり、2年ごとに発行される。会期別法律集は通常、毎年または隔年で発行されるが、これは立法府の会期の長さによるもので、立法府の総選挙が行われる頻度にも左右される。
会期中に制定された法律は、その法域の既存の法律を修正する場合もあれば、法律集に追加する必要がある場合もある。更新された法律の印刷を担当する機関が、最近の立法会期中に可決された修正または追加を含む新しい法律集をまだ発行していない場合、変更点を参照する必要がある人は、会期中の法律を直接参照することができる。さらに、一般国民に適用されることを意図していない法律（例えば、予算案や私法）が、立法会期中に可決されることもある。そのような法律は、管轄区域の法律に追加されることはなく、会期中の法律にのみ含まれる可能性がある。